# 대한민국 형법 제123조
대한민국 형법 제123조는 공무원의 직권남용에 대한 형법각칙의 조문이다.

## 조문
제123조(직권남용) 공무원이 직권을 남용하여 사람으로 하여금 의무 없는 일을 하게 하거나 사람의 권리행사를 방해한 때에는 5년 이하의 징역, 10년 이하의 자격정지 또는 1천만원 이하의 벌금에 처한다. <개정 1995.12.29>

第123條(職權濫用) 公務員이 職權을 濫用하여 사람으로 하여금 義務 없는 일을 하게 하거나 사람의 權利行使를 妨害한 때에는 5年 以下의 懲役, 10年 이하의 資格停止 또는 1千萬원 이하의 罰金에 處한다. <改正 1995.12.29.>

## 참조 조문
경찰관직무집행법 제1조(목적) ① 이 법은 국민의 자유와 권리를 보호하고 사회공공의 질서를 유지하기 위한 경찰관(국가경찰공무원만 해당한다. 이하 같다)의 직무 수행에 필요한 사항을 규정함을 목적으로 한다.
② 이 법에 규정된 경찰관의 직권은 그 직무 수행에 필요한 최소한도에서 행사되어야 하며 남용되어서는 아니 된다. [전문개정 2014.5.20.]

## 사례
- 청와대 비서관이 기업이 분담금을 요구하지 않기로 결정된 뒤에 다시 분담금을 요구하는 전화를 한 것은 기업에 의무없는 일을 강요한 것으로 형법 제123조 공무원이 직권을 남용한 것이라는 주장이 있었다[1]
- 야당은 “KBS 사장 후임 인선 및 KBS 이사회의 사장 후보 제청을 앞두고 지난 8월17일 서울 시내 한 호텔에서 만나 KBS 사장 후임 인선에 개입하고 KBS 이사회의 사장 후보 제청권 행사를 방해한 사실에 대해 형법 제123조에 의거 직권남용을 주장한 바 있다[2]
- 학력위조 파문을 빚은 신정아 전 동국대 교수의 임용과정에 개입한 정황이 드러나 사퇴한 변양균 전 청와대 정책실장에 대해 검찰이 직권남용 혐의로 내사를 받은 바 있다[3]
- 한 시민단체는 금융위원회 전 위원장과 전 금감원장이 재직 당시 직권을 이용해 장외파생상품 감독 관련 규정을 고의로 은행에 유리하게 제정ㆍ시행하여  위험회피목적으로 장외파생상품에 가입한 기업의 손해배상 청구권 행사를 방해했하여 직권을 남용했다고 주장하였다[4]
- 민변 변호사는 경찰이 다른 일반 시민들의 통행은 제지하지 않으면서 명백히 자의적 기준으로 고소인들의 통행을 방해하고 행선지를 묻는 등 위법한 불심검문을 실시했으며, 관등성명이나 통행 방해 근거를 묻는 정당한 항의를 묵살하며 적반하장 격으로 오히려 고소인들을 잠재적 범죄자로 간주하며 위법한 불법채증을 했고 경찰 비례의 원칙을 위반한 위법한 경찰력 행사로 직권을 남용해 고소인들의 헌법상 보장되는 통행의 권리행사를 방해했으므로 형법 제123조의 직권남용죄를 저질렀다고 주장하였다[5]

- 전국의사총연합은 1일부터 시행된 건강보험 부정수급 방지대책과 관련, 10일 문형표 보건복지부 장관을 직권남용 및 직무유기 혐의로 대전지방검찰청에 고발했다[6].
- 국가정보원의 대선 개입 의혹 사건을 은폐·축소한 혐의로 기소된 김용판 전 서울경찰청장에 대해 검찰은 공무원 조직 내 지휘 관계를 이용하여 국민적 관심 사건의 수사를 방해하고 수사 경과를 호도함으로써 국민 여론의 왜곡 및 수사기관의 신뢰 저하를 초래했다는 이유로 직권남용권리행사방해로 징역 2년, 총 4년을 구형했다[7].

- 국가인권위원회는 피의자가 조사중 사망한 사건에서 대검찰청이 수사관 몇 명의 폭행과 가혹행위 일부에 대해서만 기소한 것을 강하게 비판하며 홍 검사와 수사관들 및 파견 경찰관 등 모두 10명에 대해 직권남용(형법 제123조)’ 혐의로 고발한 바가 있다[8]

## 권리의 의미
‘권리’는 법률에 명기된 권리에 한하지 않고 법령상 보호되어야 할 이익이면 족한 것으로서, 공법상의 권리인지 사법상의 권리인지를 묻지 않는다고 봄이 상당하고 경찰관의 범죄수사권은 직권남용권리행사방해죄에서의 ‘권리’에 해당한다

## 판례
- 헌법재판소는 재판부는 형법 제123조 직권남용 조항의 '직권'과 '의무'의 개념이 건전한 상식과 통상적 법 감정을 갖고 있는 사람이라면 충분히 그 의미를 알 수 있고, 이 조항이 금지하고 처벌하는 행위가 무엇인지 예측할 수 있어 죄형법정주의의 명확성 원칙에 위반되지 않는다고 보아 박지원 전 문화관광부 장관이 낸 헌법소원을 재판관 8대 1의 의견으로 기각하고 합헌 결정을 내렸다[10]
- 형법 제123조의 직권남용권리행사방해죄에서 ‘직권의 남용’이란 공무원이 일반적 직무권한에 속하는 사항을 불법하게 행사하는 것, 즉 형식적, 외형적으로는 직무집행으로 보이나 그 실질은 정당한 권한 이외의 행위를 하는 경우를 의미하고, 남용에 해당하는지는 구체적인 직무행위의 목적, 그 행위가 당시의 상황에서 필요성이나 상당성이 있는 것이었는지, 직권행사가 허용되는 법령상의 요건을 충족했는지 등의 여러 요소를 고려하여 결정하여야 한다.[11]

## 참고 문헌
- 김재윤, 손동권, 『새로운 형법각론』, 율곡출판사, 2013. ISBN 9788997428342
- 직권남용 한국경제 2014-05-08

## 같이 보기
- 직권남용
- 자격정지
- 재정신청
- 노무현 대통령 탄핵 소추
- 경찰관직무집행법
- 워터게이트 사건
- 권리행사방해죄